# Balbura fasciata
Balbura fasciata là một loài bướm đêm thuộc phân họ Arctiinae, họ Erebidae.